# Jordan Brady
Jordan Brady (Vernal, 21 giugno 1983) è un ex cestista e allenatore di pallacanestro statunitense, professionista nella NBDL e in Europa.